# Safnern
Safnern ist eine politische Gemeinde im Verwaltungskreis Biel/Bienne des Kantons Bern in der Schweiz.
Neben der Einwohnergemeinde existiert unter demselben Namen eine Burgergemeinde.

## Geographie
Safnern liegt im Berner Seeland am Fusse des Büttenberges. Die Nachbargemeinden von Norden beginnend im Uhrzeigersinn sind Pieterlen, Meinisberg, Büren an der Aare, Meienried, Scheuren BE, Orpund und Biel/Bienne.
Die Gesamtfläche von Safnern beträgt 5,53 Quadratkilometer, wovon 2,0 km² Wald und 0,22 km² Wasser sind. Rund 2,4 km², also etwas über 40 % der gesamten Fläche von Safnern, werden noch heute landwirtschaftlich genutzt. Safnern liegt zwischen 430 m ü. M. (Aare) und 565 m ü. M. auf dem Gryfeberg.

## Politik
Gemeindepräsident ist Thomas Winterhalder (Stand 2025).
Die Stimmenanteile der Parteien anlässlich der Nationalratswahl 2023 betrugen: SVP 42,3 % (+4,6 %), SP 17,2 % (+−2,1 %), Mitte 8,8 % (−1,9 %), glp 8,3 % (−0,3 %), FDP 7,8 % (+0,1 %), GPS 4,9 % (−3,2 %), EVP 4,3 % (−0,5 %), EDU 3,5 % (+0,2 %).

## Bilder

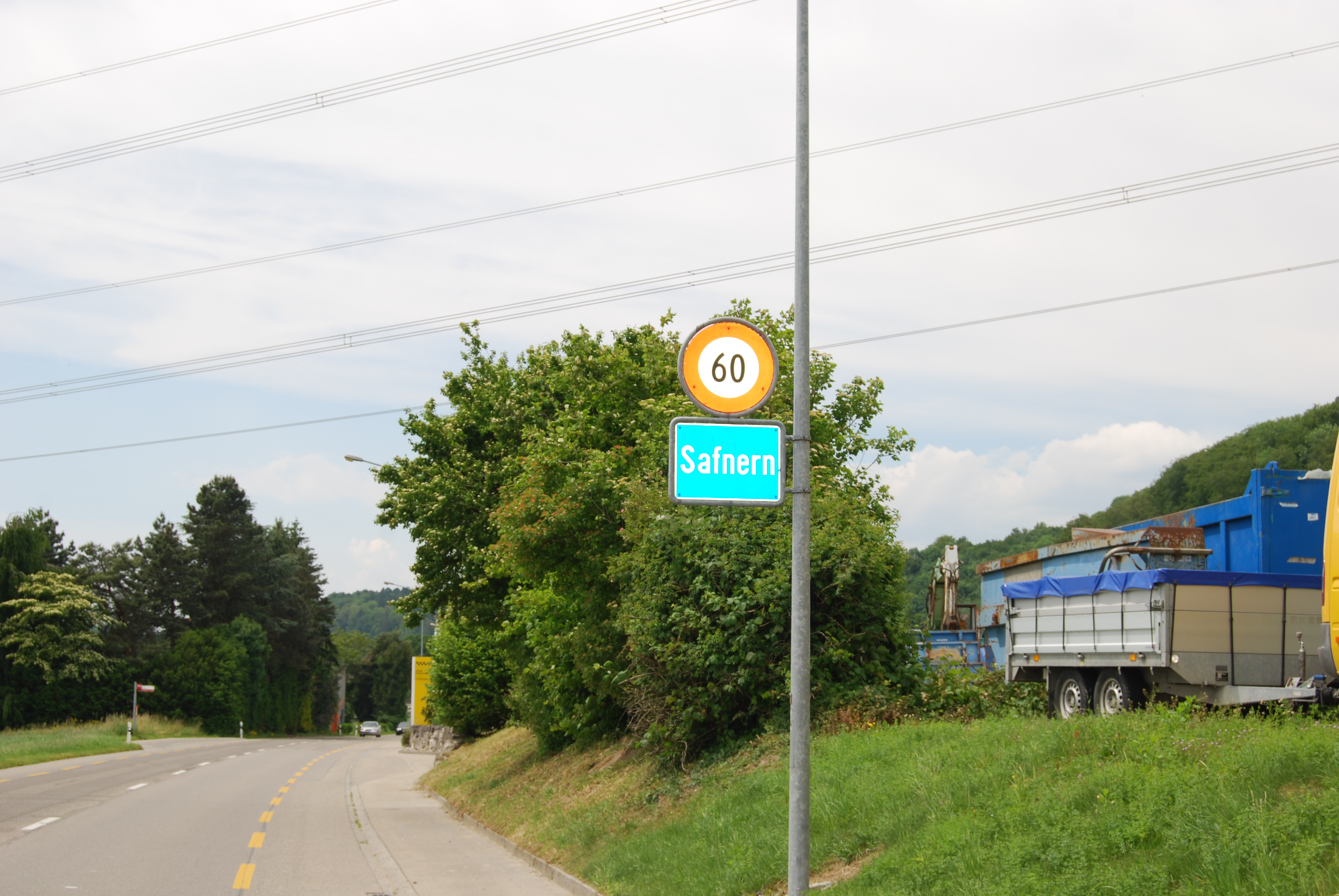
Ortseingang von Safnern
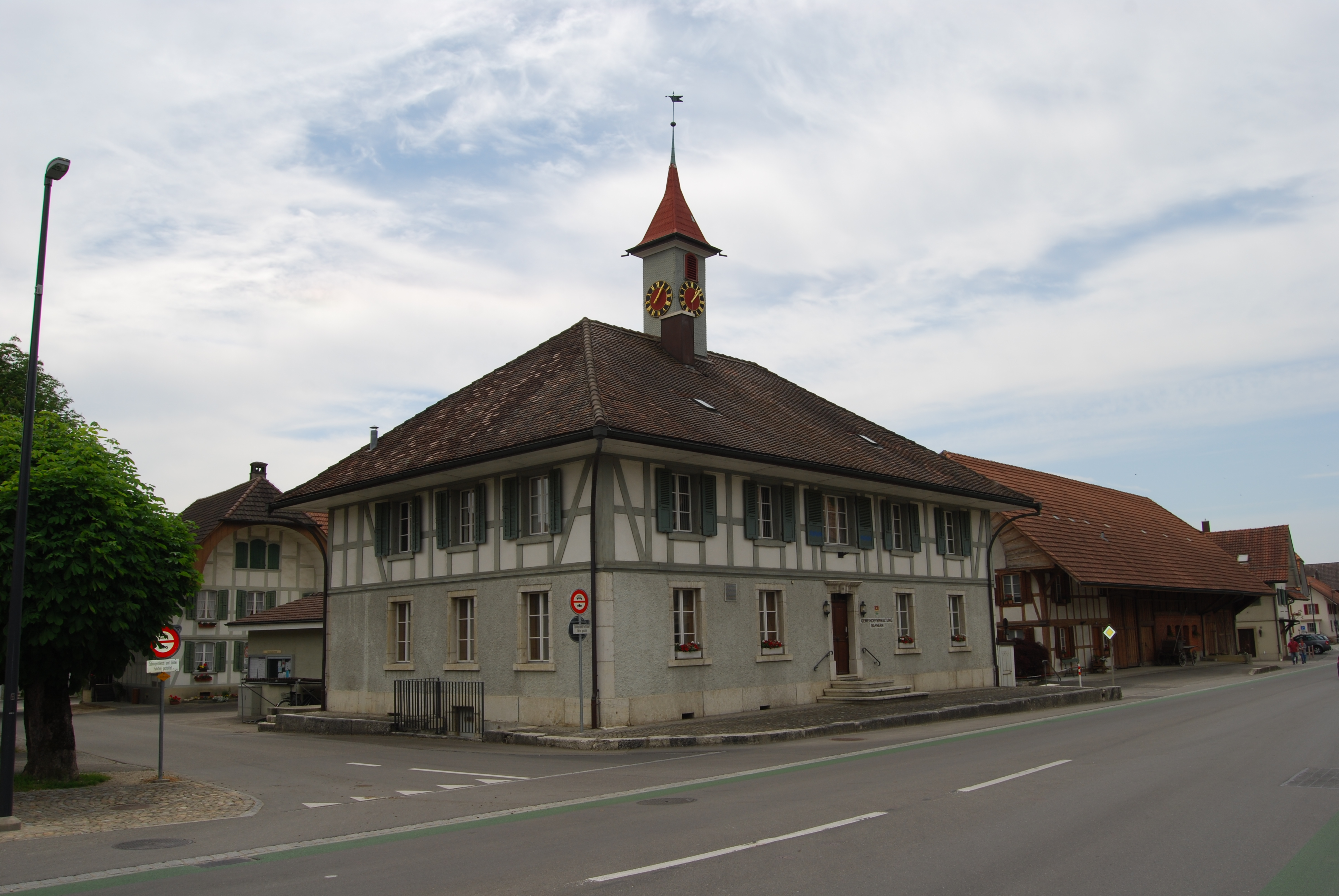
Gemeindeverwaltung von Safnern
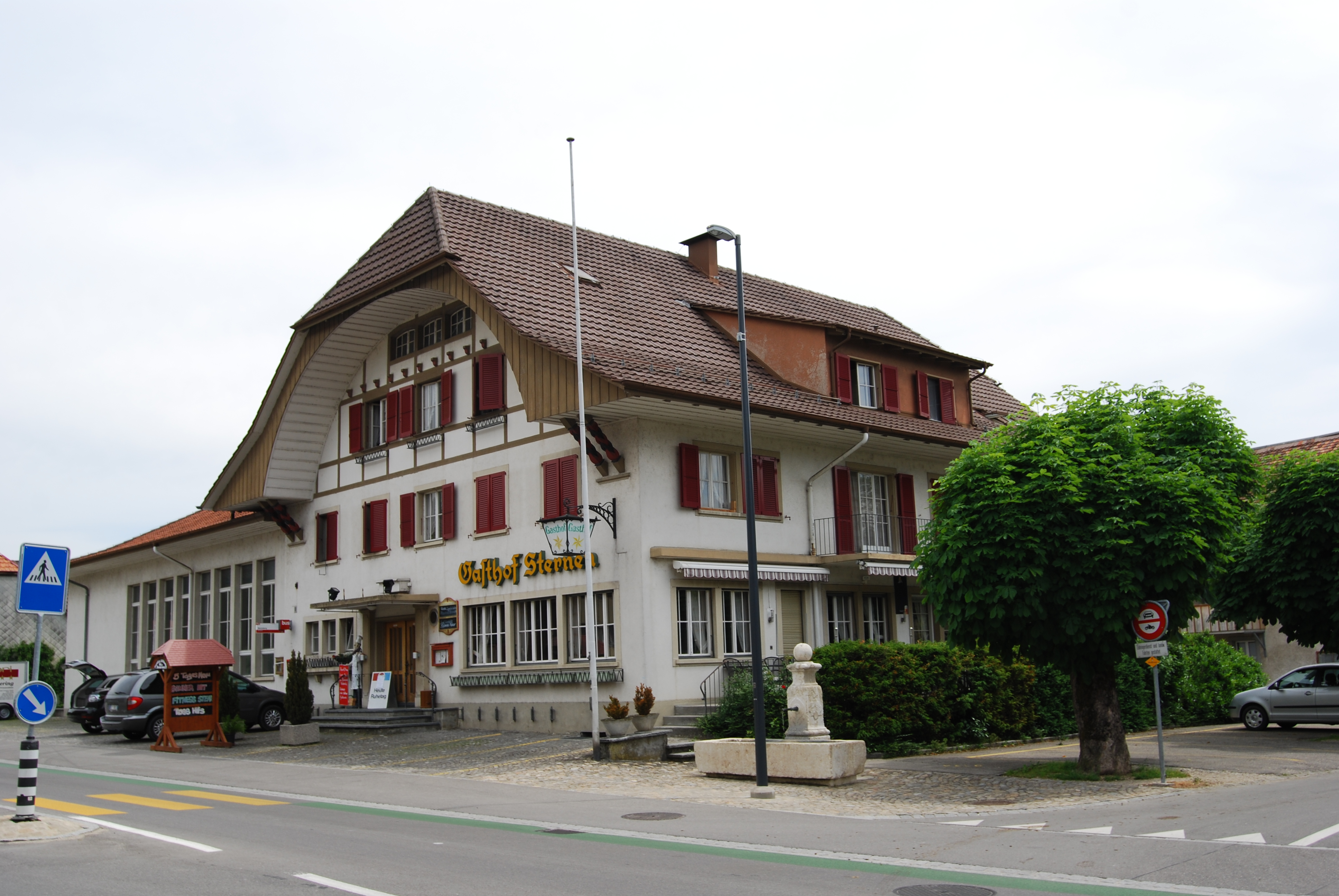
Gasthof «Sternen» in Safnern

## Persönlichkeiten
- Lena Göldi (* 1979), Judoka
- Martin Stauffer (* 1975), Leichtathlet